# Salvia jurisicii
Salvia jurisicii là một loài thực vật có hoa trong họ Hoa môi. Loài này được Kosanin miêu tả khoa học đầu tiên năm 1926.